# Pierre couverte (Parigné-le-Pôlin)
Pour les articles homonymes, voir Pierre couverte.
La Pierre couverte est un monument mégalithique situé à Parigné-le-Pôlin, en France.

## Localisation
La Pierre couverte est située au nord-ouest de la commune de Parigné-le-Pôlin, dans le bois de Bruon, dans le département français de la Sarthe.

## Description
La Pierre couverte de Parigné-le-Pôlin est un ancien dolmen dont la table s'est effondrée. 

## Historique
L'édifice est classé au titre des monuments historiques depuis le 16 décembre 1982.